# 中華民國大陸時期國立大專校院列表
中華民國大陸時期國立大專校院列出中華民國大陸時期的國立大學、國立獨立學院、國立專科學校。
早在大清帝國時期，戊戌變法後廣設大學堂，全國僅京師大學堂（今北京大學）與京師優級師範學堂（今北京師範大學）兩所國立大學。中華民國建國之後，北洋政府在全國劃分學區設立六所國立高等師範學校：國立北京高等師範學校（今北京師範大學）、國立南京高等師範學校（今國立中央大學／南京大學）、國立武昌高等師範學校（今武漢大學）、國立廣東高等師範學校（今國立中山大學／中山大學）、國立成都高等師範學校（今四川大學）、國立瀋陽高等師範學校（今東北大學），國立綜合型大學僅國立北京大學、國立北洋大學（今天津大學）與國立山西大學三所。北洋政府後期，國民政府初期，六所國立高等師範學校紛紛改制為國立綜合型大學，並開始陸續成立國立獨立學院與專科學校。抗日戰爭爆發，國民政府開始廣設國立獨立學院與專科學校。抗日戰爭勝利至中華民國政府遷往臺灣，各國立大專院校穩定發展。截至1949年12月31日，中華民國共有74所國立大專校院，其中國立大學32所、國立獨立學院24所，以及國立專科學校18所。

## 國立大學列表
| 序號 | 學校名稱         | 現今學校名稱                                 | 創建時間（升格為國立時間） | 學校所在地             | 備注                               |
| ---- | ---------------- | -------------------------------------------- | -------------------------- | ---------------------- | ---------------------------------- |
| 1    | 國立中央大學     | 國立中央大學／南京大學／東南大學             | 1902年（1915年）           | 桃園市／江蘇省         | 曾為中華民國最高學府、民國五大名校 |
| 2    | 國立政治大學     | 國立政治大學                                 | 1927年（1946年）           | 臺北市                 | 曾為中國國民黨中央黨務學校         |
| 3    | 國立北京大學     | 北京大學                                     | 1898年（1898年）           | 北京市                 | 中國第一所國立大學、民國五大名校   |
| 4    | 國立清華大學     | 國立清華大學／清華大學                       | 1911年（1928年）           | 新竹市／北京市         | 民國五大名校                       |
| 5    | 國立中山大學     | 國立中山大學／中山大學                       | 1924年（1924年）           | 高雄市／廣東省         | 紀念孫文（孫中山）                 |
| 6    | 國立西北大學     | 西北大學                                     | 1902年（1924年）           | 陝西省                 |                                    |
| 7    | 國立交通大學     | 國立陽明交通大學／上海交通大學／西安交通大学 | 1896年（1937年）           | 新竹市／上海市／西安市 |                                    |
| 8    | 國立同濟大學     | 同濟大學                                     | 1907年（1927年）           | 上海市                 |                                    |
| 9    | 國立暨南大學     | 國立暨南國際大學／暨南大學                   | 1906年（1923年）           | 台灣省南投縣／廣東省   |                                    |
| 10   | 國立復旦大學     | 復旦大學                                     | 1905年（1941年）           | 上海市                 |                                    |
| 11   | 國立浙江大學     | 浙江大學                                     | 1897年（1928年）           | 浙江省                 | 民國五大名校                       |
| 12   | 國立英士大學     | 復旦大學（併入）                             | 1928年（1943年）           | 浙江省（曾經）         | 紀念陳英士（陳其美）               |
| 13   | 國立安徽大學     | 安徽師範大學                                 | 1928年（1946年）           | 安徽省                 |                                    |
| 14   | 國立中正大學     | 江西師範大學                                 | 1940年（1940年）           | 江西省                 | 紀念蔣中正（蔣介石）               |
| 15   | 國立湖南大學     | 湖南大學                                     | 1897年（1926年）           | 湖南省                 |                                    |
| 16   | 國立武漢大學     | 武漢大學                                     | 1893年（1913年）           | 湖北省                 | 民國五大名校                       |
| 17   | 國立重慶大學     | 重慶大學                                     | 1929年（1941年）           | 重慶市                 |                                    |
| 18   | 國立四川大學     | 四川大學                                     | 1896年（1916年）           | 四川省                 |                                    |
| 19   | 國立南開大學     | 南開大學                                     | 1919年（1946年）           | 天津市                 |                                    |
| 20   | 國立北洋大學     | 天津大學                                     | 1895年（1913年）           | 天津市                 | 中國第一所現代大學                 |
| 21   | 國立山東大學     | 山東大學                                     | 1901年（1928年）           | 山東省                 |                                    |
| 22   | 國立河南大學     | 河南大學                                     | 1912年（1942年）           | 河南省                 |                                    |
| 23   | 國立山西大學     | 山西大學                                     | 1902年（1918年）           | 山西省                 |                                    |
| 24   | 國立蘭州大學     | 蘭州大學                                     | 1909年（1946年）           | 甘肅省                 |                                    |
| 25   | 國立廈門大學     | 廈門大學                                     | 1921年（1937年）           | 福建省                 |                                    |
| 26   | 國立廣西大學     | 廣西大學                                     | 1928年（1939年）           | 廣西壯族自治區         |                                    |
| 27   | 國立貴州大學     | 貴州大學                                     | 1902年（1940年）           | 貴州省                 |                                    |
| 28   | 國立雲南大學     | 雲南大學                                     | 1923年（1938年）           | 雲南省                 |                                    |
| 29   | 國立東北大學     | 東北大學                                     | 1923年（1937年）           | 遼寧省                 |                                    |
| 30   | 國立長春大學     | 東北師範大學（併入）                         | 1946年（1946年）           | 吉林省（曾經）         |                                    |
| 31   | 國立臺灣大學     | 國立臺灣大學                                 | 1928年（1945年）           | 臺北市                 | 現為中華民國最高學府               |
| 32   | 國立北平師範大學 | 北京師範大學                                 | 1902年（1902年）           | 北京市                 | 中國第一所國立師範大學             |

## 國立獨立學院列表
| 序號 | 學校名稱             | 現今學校名稱               | 創建時間（升格為國立時間） | 學校所在地     | 備注                             |
| ---- | -------------------- | -------------------------- | -------------------------- | -------------- | -------------------------------- |
| 1    | 國立師範學院         | 湖南師範大學               | 1938年（1938年）           | 湖南省         | 中國第一所獨立設置的國立師範學院 |
| 2    | 國立湖北師範學院     | 湖北大學                   | 1931年（1944年）           | 湖北省         |                                  |
| 3    | 國立南寧師範學院     | 廣西師範大學               | 1932年（1943年）           | 廣西壯族自治區 |                                  |
| 4    | 國立貴陽師範學院     | 貴州師範大學               | 1941年（1941年）           | 貴州省         |                                  |
| 5    | 國立昆明師範學院     | 雲南師範大學               | 1938年（1938年）           | 雲南省         |                                  |
| 6    | 國立西北師範學院     | 西北師範大學               | 1939年（1939年）           | 甘肃省         |                                  |
| 7    | 國立長白師範學院     | 無                         | 1931年（1946年）           | 吉林省（曾經） | 隨政府遷臺復校未成而廢止         |
| 8    | 國立女子師範學院     | 西南大學                   | 1940年（1940年）           | 重慶市         |                                  |
| 9    | 國立海南師範學院     | 海南師範大學               | 1949年（1949年）           | 海南省         |                                  |
| 10   | 國立山東師範學院     | 山東師範大學               | 1902年（1949年）           | 山東省         |                                  |
| 11   | 國立社會教育學院     | 蘇州大學                   | 1941年（1941年）           | 江蘇省         |                                  |
| 12   | 國立上海醫學院       | 復旦大學上海醫學院         | 1932年（1932年）           | 上海市         |                                  |
| 13   | 國立江蘇醫學院       | 南京醫科大學               | 1934年（1938年）           | 江蘇省         |                                  |
| 14   | 國立中正醫學院       | 中國人民解放軍陸軍軍醫大學 | 1937年（1937年）           | 重慶市         |                                  |
| 15   | 國立湘雅醫學院       | 中南大學湘雅醫學院         | 1914年（1940年）           | 湖南省         |                                  |
| 16   | 國立貴陽醫學院       | 貴州醫科大學               | 1938年（1938年）           | 貴州省         |                                  |
| 17   | 國立瀋陽醫學院       | 中國醫科大學（併入）       | 1911年（1945年）           | 遼寧省（曾經） |                                  |
| 18   | 國立獸醫學院         | 甘肅農業大學               | 1946年（1946年）           | 甘肅省         | 中國第一所獨立設置的國立獸醫學院 |
| 19   | 國立成都理學院       | 四川大學（併入）           | 1946年（1946年）           | 四川省（曾經） |                                  |
| 20   | 國立唐山工學院       | 西南交通大學               | 1896年（1946年）           | 北京市         |                                  |
| 21   | 國立西北工學院       | 西北工業大學               | 1938年（1938年）           | 陝西省         |                                  |
| 22   | 國立西北農學院       | 西北農林科技大學           | 1934年（1934年）           | 陝西省         |                                  |
| 23   | 國立北平鐵道管理學院 | 北京交通大學               | 1909年（1946年）           | 北京市         |                                  |
| 24   | 國立上海商學院       | 上海財經大學               | 1917年（1932年）           | 上海市         |                                  |

## 國立專科學校列表
| 序號 | 學校名稱                 | 現今學校名稱         | 創建時間（升格為國立時間） | 學校所在地     | 備注               |
| ---- | ------------------------ | -------------------- | -------------------------- | -------------- | ------------------ |
| 1    | 國立上海音樂專科學校     | 上海音樂學院         | 1927年（1927年）           | 上海市         |                    |
| 2    | 國立戲劇專科學校         | 中央戲劇學院         | 1935年（1935年）           | 北京市         |                    |
| 3    | 國立蒙藏學校             | 中央民族大学附属中学 | 1913年（1913年）           | 北京市         |                    |
| 4    | 國立藥學專科學校         | 中國藥科大學         | 1936年（1936年）           | 江蘇省         |                    |
| 5    | 國立東方語文專科學校     | 北京大學（併入）     | 1942年（1942年）           | 雲南省（曾經） |                    |
| 6    | 國立北平藝術專科學校     | 中央美術學院         | 1918年（1918年）           | 北京市         |                    |
| 7    | 國立藝術專科學校         | 中國美術學院         | 1928年（1928年）           | 浙江省         |                    |
| 8    | 國立吳淞商船專科學校     | 上海海事大學         | 1909年（1946年）           | 上海市         |                    |
| 9    | 國立福建音樂專科學校     | 上海音樂學院（併入） | 1940年（1942年）           | 福建省（曾經） |                    |
| 10   | 國立海疆學校             | 福建師範大學（併入） | 1941年（1941年）           | 福建省（曾經） |                    |
| 11   | 國立邊疆學校             | 無                   | 1930年（1940年）           | 江蘇省（曾經） | 大陸地區淪陷後廢止 |
| 12   | 國立中央工業專科學校     | 重慶大學（併入）     | 1937年（1937年）           | 重慶市（曾經） |                    |
| 13   | 國立中央技藝專科學校     | 成都紡織高等專科學校 | 1914年（1940年）           | 四川省         |                    |
| 14   | 國立自貢工業專科學校     | 四川大學（併入）     | 1944年（1944年）           | 四川省（曾經） |                    |
| 15   | 國立西康技藝專科學校     | 西昌學院             | 1939年（1939年）           | 四川省         |                    |
| 16   | 國立康定師範專科學校     | 四川民族學院         | 1946年（1946年）           | 四川省         |                    |
| 17   | 國立武昌體育師範專科學校 | 武汉体育学院         | 1946年（1946年）           | 湖北省         |                    |
| 18   | 國立國術體育師範專科學校 | 河北師範大學（併入） | 1933年（1936年）           | 天津市（曾經） |                    |
| 19   | 國立遼海商船專科學校     | 大連海事大學         | 1927年（1946年）           | 遼寧省         |                    |

## 抗戰前已建立之國立綜合大學列表

### 國立北京大學，國立北平大學，國立北平師範大學
清末京師大學堂建立時是綜合大學，但是1914年農科分出成立北京農業專門學校；1912年京師大學堂醫學館改造為北京醫學專門學校；1908年京師大學堂優級師範科分出成立北京優級師範學堂，後改名北京高等師範學校，為民國初年全國六大學區的六大國立高師之一；1917年工科移併北洋大學，至此北京大學成為只有文理法三學院的文理科大學，和六大國立高師並為“七大國立學府”，尤其和南京高師並號“北有北大，南有南高”。後來在1927年，北京九所國立大學合併為京師大學校，北洋政府意欲使京師大學校成為綜合大學，但北京大學及北京師範大學（北京優級師範學堂）抗議，最後只有北京農業大學（北京農業專門學校）、北京醫科大學（北京醫學專門學校）等校組成國立北平大學。1946國立北京大學返北平復員時將國立北平大學併入，成為擁有文、理、法、醫、農、工六個學院的國立綜合大學，但在1952的院系調整中，農學院獨立為北京農業大學（中國農業大學），醫學院獨立為北京醫科大學，工學院被分拆至其他大學，北京大學再度成為只有文理法三學院的文理科大學，且兼併燕京大學文理學院，遷至燕京大學舊址辦學。2000年，北京醫科大學再度併入北京大學。

### 國立北洋大學

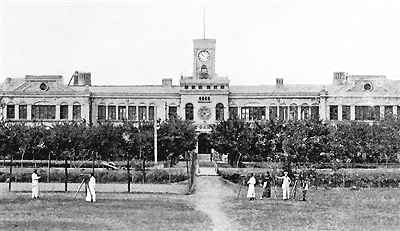
1903年建造的北洋大学主楼

北洋大學的前身北洋大學堂是中國近代第一所現代大學，校訓為實事求是。 1912年，更名為北洋大學校，次年更名國立北洋大學。 1917年，北洋大學法科併入北京大學。 至1920年，北洋大學開始專辦工科教育。 1928年，國民政府推行大學區制，期間學校更名為國立北平大學第二工學院，次年大學區制廢除，原北洋大學脫離北平大學複校，因專辦工科，不合大學建制，遂定名國立北洋工學院。1937年，因抗日戰爭，國立北洋工學院西遷至西安組建國立西安臨時大學，次年3月更名為國立西北聯合大學，7月再次改組成為國立西北工學院。 1943年，在北洋大學校友的複校呼籲下，教育部將英士大學工學院獨立劃出，組建了泰順北洋工學院。 受此影響，北洋大學校友在西安市組建了北洋工學院西京分院。 1945年，抗日戰爭結束，北洋大學校友關於返回天津的復校呼聲日漸高漲。 1946年1月，教育部下令泰順北洋工學院、北洋工學院西京分院和國立西北工學院返回天津複校，國立北洋大學在天津西沽舊址複員，建立了土木工程、水利工程、採礦工程、冶金工程和化學工程5個工程研究所，積極開展學術交流與科學研究，被譽為“科學建國的堡壘”。1951年，國立北洋大學與河北工學院合併后定名為天津大學。

### 國立中山大學

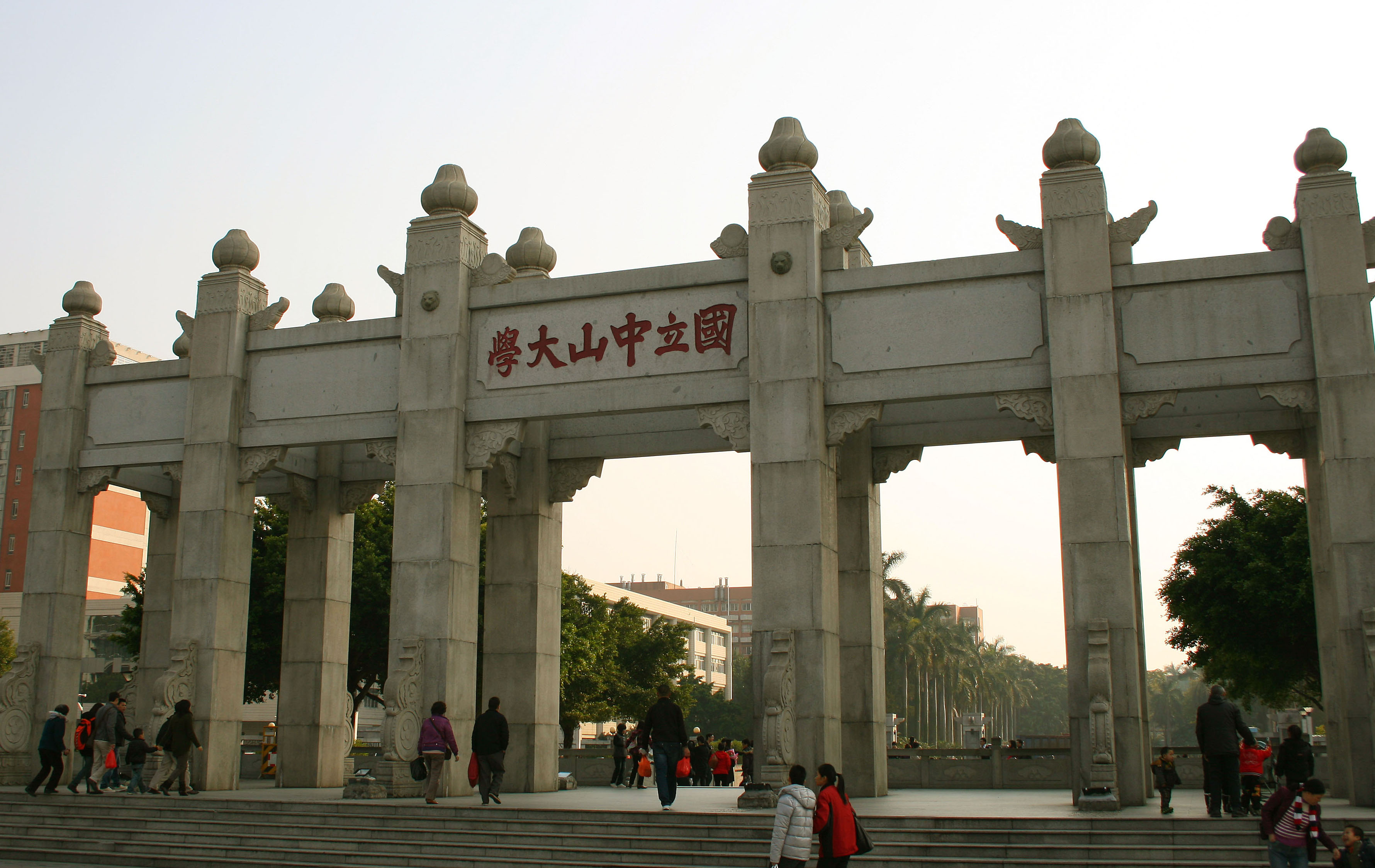
中山大学南校区的北门牌坊，是按照原國立中大石牌校址牌坊的放大複製品。

位於廣州，1924年，孫中山合併國立廣東高等師範學校、廣東法科大學和廣東農業專門學校成立國立廣東大學；國立廣東高等師範學校是六大國立高師之一，1925年將私立廣東公醫醫科大學併入，1926年改名國立中山大學，1927年再改名國立第一中山大學，旋復名國立中山大學，1934年設工學院，1937年国立广东法科学院并入中山大学法学院；廣東省立勷勤大學工学院（原廣東工業專門學校）併入中山大学工学院，1938年設師範學院，發展為文、理、法、醫、農、工、師範七個學院的國立綜合大學。1952的院系調整中去除「國立」稱謂，法學院調至中南政法學院，師範學院改為華南師範學院（華南師範大學），醫學院和嶺南大學醫學院合併為中山醫學院（中山醫科大學），農學院及工學院留在原址變成華南農學院（華南農業大學）及華南工學院（華南理工大學），中山大學只剩下文理學院，兼併嶺南大學文理學院，遷至嶺南大學舊址辦學。在211工程的大浪潮中，中山大學重建法學院，中山醫科大學并入中山大學。中華民國政府於1980年在高雄復校國立中山大學，2008年兩岸中山大學締結姐妹校。

### 國立中央大學
位於南京，1927年國立東南大學合併河海工科大學、上海商科大學、江蘇法政大學、江蘇醫科大學以及南京工業專門學校、南京農業學校、蘇州工業專門學校、上海商業專門學校改組為國立第四中山大學，1928年改名為國立江蘇大學；旋更名為國立中央大學；國立東南大學的前身為南京高等師範學校，是六大國立高師之一，尤其和國立北京大學並稱“南高北大”。1932年商學院獨立為國立上海商學院、醫學院獨立為國立上海醫學院，1935年在南京重建醫學院，國立中央大學發展為文、理、法、醫、農、工、教育七個學院的國立綜合大學。1949年8月更名為國立南京大學。1952年的院系調整中，以工学院为主体在国立中央大学原校址上成立了南京工学院（现在为东南大学）。

### 國立浙江大學
1927年，在“求是書院”校址，浙江公立工業專門學校和浙江公立農業專門學校合併成立國立第三中山大學，1928年改名為國立浙江大學，有工、農、文理三個學院，1939年文理學院分為文學院及理學院，1945年設立法學院、醫學院，發展為文、理、法、醫、農、工六個學院的國立綜合大學。1952年的院系調整中，文理法學院主體調至上海，文理學院部分先與之江大學文理學院、浙江師範專科學校合併，1958年再與杭州大學合併，定名為杭州大學，農學院獨立為浙江農學院，醫學院與浙江省立醫學院合併為浙江醫學院，浙江大學只剩工學院。在211工程的大浪潮中，浙江大學（工學院）、浙江醫科大學（浙江醫學院）、浙江農業大學（浙江農學院）、杭州大學合力重建浙江大學。

### 國立同濟大學

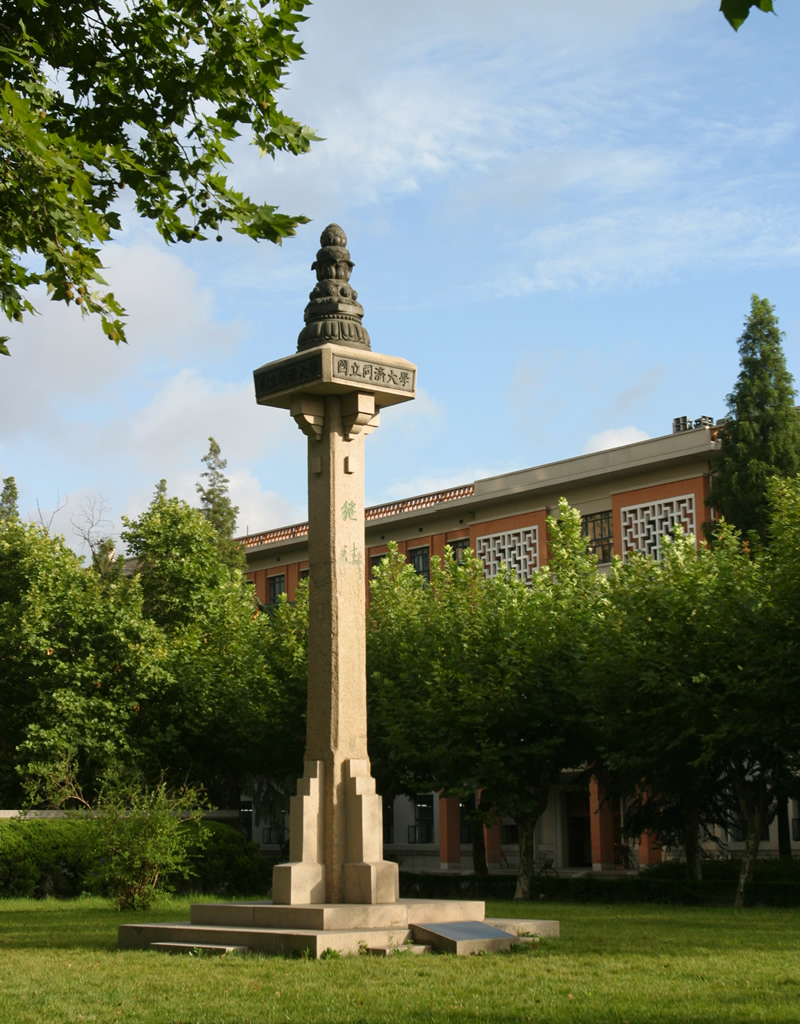
建於上海的國立同濟大學國立柱

前身為德國醫生寶隆博士於1907年創建的上海德文醫學堂。1908年，“德文醫學堂”改名為“同濟德文醫學堂”。1912年，增設工科，更名為“同濟德文醫工學堂”，設醫、工和德文三科。1917年12月，更名私立同濟醫工專門學校。1922年，學校遷往吳淞鎮。1924年5月20日，更名為同濟大學。1927年8月，由南京國民政府教育部接管，命名為國立同濟大學，原醫、工兩科分別更名為醫學院、工學院。1937年又先後增設了文、理、法等學院，從而成為了一所多學科的綜合大學。中華人民共和國成立後，國立同濟大學作為綜合性大學的地位被削弱。先是1949年文學院和法學院並入復旦大學；1950年代院系調整中，理學院生物系並入華東師範大學；醫學院遷往湖北武漢與國立武漢大學醫學院合並為中南同濟醫學院（現為華中科技大學同濟醫學院）；工學院測量系遷往湖北武漢，成為武漢測繪科技大學的前身（後並入武漢大學)；工學院機械系、電機系、造船系並入交通大學。同時並入了交通大學、大同大學、之江大學、聖約翰大學等9校的土木建築系（科、組）的師資與設備，成為中國高校中土木建築、工程學科門數最齊全的工科大學。現在同濟大學是教育部直屬重點大學，是一所擁有工學、理學、醫學、管理學、經濟學、哲學、文學、法學、教育學、藝術學等10個門類的綜合性大學。

### 國立武漢大學

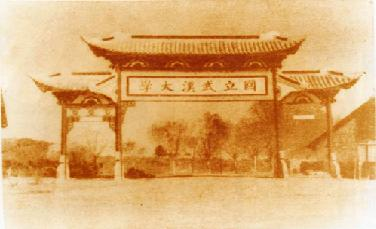
武汉大學是中國历史最悠久的大學之一，圖為其校園原址大门

1926年冬，國立武昌大學、國立武昌商科大學、湖北省立醫科大學、湖北省立法科大學、湖北省立文科大學等高校合併為國立第二中山大學，1928 年改建為國立武漢大學。國立武昌大學的前身武昌高等師範學校是六大國立高師之一。國立武漢大學設有文、法、理、工四個學院，1936年成立農學院，1946年設立醫學院，發展為文、法、理、工、農、醫六個學院的國立綜合大學。在1950年代的院系調整中，經濟系與其他高校相關係科合併成立中南財經學院（中南財經大學），法學院與其他高校相關係科合併成立湖北大學（中南政法學院），以工學院機械系和電機系爲主體成立華中工學院（華中理工大學），工學院水利系成爲武漢水利學院（今武漢大學水利水电学院），工學院礦冶系與其他高校相關係科合併成立中南礦冶學院（中南工業大學），工學院土木系與其他高校相關係科合併成立中南土木建築學院（湖南大學、長沙鐵道學院），農學院與其他高校相關係科合併成立華中農學院（華中農業大學），醫學院與內遷武漢的上海同濟大學醫學院合併成立中南同濟醫學院（同濟醫科大學）。至此，武漢大學只剩下文理學院。之後，武漢大學逐步恢復和重建了哲學、經濟學、法學、外文等學科。2000年，武漢水利電力大學、武漢測繪科技大學、湖北醫科大學与武漢大學合并。

### 國立四川大學
1926年，四川省將公立國學、法政、外國語、工業、農業專門學校合併為公立四川大學，1931年公立四川大學與國立成都大學合併為國立四川大學；國立成都大學的前身成都高等師範學校是六大國立高師之一，國立成都大學文學院設於成都高等師範學校舊址，理學院設於四川高等學堂舊址；國立四川大學於1933年成立法學院，1935年成立農學院，1944年成立工學院，發展為文、理、法、農、工、師範六個學院的國立綜合大學；1949年併入成都理學院。1952年的院系調整中，法學院調至西南政法學院，工學院獨立為成都工學院（成都科技大學），農學院獨立為四川農業大學，四川大學只剩下文理學院，兼併華西協合大學文理學院。在211工程的大浪潮中，四川大學重建法學院，華西醫科大學（華西協合大學醫學院）、成都科技大學併入四川大學。

### 國立山東大學

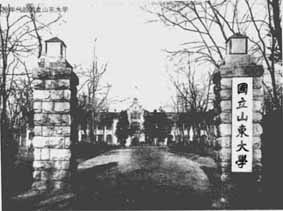
建于青岛的国立山东大学校门

1926年，山東省將公立商業、法政（建於山東高等學堂舊址）、醫學、工業、農業專門學校合併為省立山東大學（濟南），1928年省立山東大學與私立青島大學合併 為國立青島大學，1930年正式開學，设有文、 理、教育三学院，1931年更名國立山東大學（青島），1932年教育学院停办，改设工、农两学院（农学院未正式招生，位於濟南），1945年成立醫學 院，發展為文、理、農、工、醫五個學院的國立綜合大學。1952的院系調整中，工學院獨立為山東工學院（山東工業大學），農學院與山東省立農學院（濟南） 合併為山東農業大學，醫學院獨立為青島醫學院（青島大學醫學院），山東大學只剩下文理學院，兼併齊魯大學文理學院，遷至濟南辦學，原山东大学校址及部分院系成立山东海洋学院（现中国海洋大学）。在211工程的大浪潮中，山東醫科大學（齊魯大學醫學院及山東省立醫學院）、山東工業大學併入山東大學。

### 國立西北大學（第一次）
參見國立西北大學
1912 年，陝西高等學堂、法政學堂、實業學堂、農業學堂合併為西北大學，設文法商農四科，1915年西北大學改為法政專門學校，1923年法政專門學校和商業學 校、水利道路工程專門學校合併為國立西北大學（第一次），1927年國立西北大學（第一次）變成西安中山學院（西安中山大學）。1931年西安中山大學改制西安高級中學。

### 國立交通大學
1920年北洋政府交通部將上海工業專門學校、唐山工業專門學校、北平鐵路管理學校、北平郵電學校合併為交通大學；1922 年上海校改稱交通部南洋大學，唐山校改稱交通部唐山大學；1923年北京校改稱北京交通大學；1926年南洋大學改稱第一交通大學、唐山大學改稱第二交通 大學、北京交通大學改稱第三交通大學，旋改為交通大學上海土木工程、上海電機工程、上海機械工程、上海鐵路管理、唐山土木工程學院、北平鐵道管理學 院；1930年上海校增設科學學院；1937年移教育部改稱國立交通大學，上海校土木工程、電機工程、機械工程併為工學院，上海校科學學院改稱理學院；抗 戰時上海校遷重慶，唐山校及北平校遷貴州，上海校未遷師生入上海租界組織私立南洋大學；1946年唐山校返唐山復員時改稱國立唐山工程學院、北平校返北平 復員時改稱國立北平鐵道管理學院。1955年上海校分成上海交通大學及西安交通大學兩校；1972年唐山校遷四川，改稱西南交通大學。

### 國立清華大學
清華大學的前身是清華學堂，始建於1911年，1912年更名為清華學校，1925年設立大學部，開始招收四年制大學生，同年開辦研究院（國學 門），1928年更名為“國立清華大學”，並於1929年秋開辦研究院，各系設研究所。1937年抗日戰爭爆發後，南遷長沙，與北京大學、南開大學聯合辦 學，組建國立長沙臨時大學，1938年遷至昆明，改名為國立西南聯合大學。1946年，清華大學遷回清華園原址復校，設有文、法、理、工、農等5個學 院，26個系。

### 國立暨南大學
前身是1906年清政府創立於南京的暨南學堂。後遷至上海，1927年更名為國立暨南大學。抗日戰爭期間，遷址福建建陽。1946年遷回上海。1949年9月合併於復旦大學、上海交通大學等。1995年在臺灣南投重建。

## 抗戰爆發後建立之國立綜合大學列表
這些大學多半是由省立大學接管而來的。

### 國立東北大學
位於瀋阳，1923年，張作霖將瀋阳高等师范学校及公立文学专门学校合併為東北大學，瀋阳高等师范学校是六大國立高師之一，逐漸改造為東北大學理、工及教育學院，公立文学专门学校則逐漸改造為東北大學文、法學院，1929年成立农學院，1937年改為國立，形成具有文、理、農、工、法、教育六個學院的國立綜 合大學。1952的院系調整中，文、教育、法學院遷長春併入國立長春大學文、理、法學院成為東北師範大學，農學院和國立長春大學農學院合併為瀋阳農學院（瀋阳農業大學），東北大學只剩下工、理學院，改稱東北工學院。近年東北工學院改名東北大學，邀請張學良題寫校名，瀋陽黃金學院併入東北大學，列入211 工程名單。西安建筑科技大学也是东大分出去的。

### 國立山西大學
1912年山西大學堂改造為山西大學校，大學堂中齋改大學校文、法科，學堂西齋改大學校工科，1931年
山 西大學校改造為山西大學，文、法、工科改為文、法、工學院，1934年山西省立法學院併入山西大學，1935年設理學院，1940年起川至醫專逐漸改造為 山西大學醫學院，1943年改為國立，形成具有文、理、醫、工、法、五個學院的國立綜合大學。1952的院系調整中，文、理學院併為山西師範學院，工學院 演變為太原理工大學，醫學院演變為山西醫科大學，法學院併入中國人民大學。近年山西師範學院和1959重建的山西大學合併，太原理工大學列入211工程名 單。

### 國立西北大學（第二次）
1937年成立的西安臨時大學於1938年分出國立西北工學院（現西北工業大學）、國立西北農學院（現西北農林科技大學）、剩餘部份改稱國立西北聯合大學，1939年分出 國立西北醫學院、國立西北師範學院（遷蘭州）、剩餘部份改稱國立西北大學（第二次），具有文、法、理學院。1958年法學院獨立為西北政法學院（現西北政法大學），變成文理、科大學。近年西北大學列入211工程名單。

### 國立安徽大學
位 於安慶，1898年安徽求是学堂成立，为安徽第一所高等学堂，比清政府正式颁布学堂章程还早四年；1901年改称安徽大学堂；1902年称安徽高等学 堂；1928年省立安徽大學於安徽高等學堂舊址成立，設文法學院；1929年文法學院分為文學院、法學院，設理學院；1934年法學院停辦；1935年設 農學院；1939年因抗戰停辦；1946年改設國立安徽大學，設文、理、農學院；1949年遷往蕪湖，與省立安徽學院（原安徽省立師專）合并；1954年 分設安徽農學院（今安徽農業大學）和安徽師範學院（今安徽師範大學）；1958年，合肥大学在省会合肥设建，毛泽东主席亲笔题写了安徽大學校名。故合肥大学改名安徽大学.1998年，安徽大 学进入国家“211”工程。

### 國立湖南大學
位于長沙岳麓山。前身為創建于北宋開寶九年（976年）之岳麓書院和清光緒二十三年（1897年）之時務學堂。1903年在湖南高等學堂原址開辦湖南高等實業學堂，1912年湖南高等實業學堂改為湖南高等工業專門學校，1917年湖南高等工業專門學校遷入湖南高等師範學校校址（岳麓書院遺址。光緒二十九年（1903年），湖南巡撫趙爾巽奏廢岳麓書院，求實書院改為湖南高等學堂後遷入岳麓書院，1912年湖南高等學堂改為湖南高等師範學校，1916年湖南高等師範學校遷至湖北併入武昌高等師範學校。）。1926年湖南工業、商業、法政專門學校合併為省立湖南大學；初設理工法商四科；後增設文農兩科；此六科後改組為學院；1937年改國立，形成具有文、理、農、工、法、商六個學院的的國立綜合大學。1946年國立商學院併入；1949國立師範學院、省立克強學院、省立音樂專校併入。1952年院系調整，國立湖南大學被撤消。但之前一些調整工作已經開始進行了。國立湖南大學的各專業系科去向如下：
1950年4月，教育學院音樂系和音樂專修科師生調往武漢中原大學。同年4月，工程學院水利系師生調往武漢大學。1951年3月，農業學院調出與省立修業農林專科學校組成湖南農學院(今湖南農業大學)。1952年10月，工程學院礦冶系和礦冶研究所師生調往中南礦冶學院(今中南大學)。同年11月工程學院化工系師生調往廣州華南工學院。1953年10月前從國立湖南大學調出去的各院系師生陸續離校的是：自然科學院的數學（部分）、物理（部分）、化學（部分）、生物，文學院的中文（部分），社會科學院的歷史（部分）等6系325名學生和13位教師於10月2日出發，前往武漢大學。10月3日，社會科學院經濟系師生部分去中南財經學院、部分去武漢大學。財經學院的會計、統計、企業管理、財政金融、合作等系師生527名去武昌中南財經學院。文教學院的中文系、外文系（小部分）、教育系及社會科學院的歷史（部分），自然科學院的數學（部分）、物理（部分）、化學（部分）等系，師範專修科的中文、歷史、數學、物理、化學、生物等科師生調湖南師範學院。文教學院外文系大部分師生、歷史系一部分師生去中山大學。社會科學院的經濟地理系大部分師生去中山大學，一部分師生去河南大學。社會科學院的政治、法律兩系師生調往武昌中南政法學院。工程學院的電機、機械兩系師生及有關實驗設備全部調往武昌華中工學院。工程學院的土木結構組、電機系的電機組共7位教師和135名學生調華南工學院。自然科學院礦化專修科師生調中南礦冶學院。師範專修科的地理師生調華南師範學院。圖書、儀器、設備則由有關院系帶走。土木系師生全部調入中南土木建築學院。1958年成立湖南大學籌備委員會，李達為主任委員，著手恢復湖南大學，中南土建學院改為湖南工學院，1959年湖南工學院正式恢復為湖南大學。

### 國立廣西大學
1928年馬君武創辦省立廣西大學；1930年理學院在梧州正式開課；1932年設農、工學院；1936年併入省立師範專科學校（桂林良豐雁山公園），設文法學院（後改法商學院），併入省立醫學院，設醫學院（1937年獨立為廣西軍醫學校，今廣西醫科大學），將理學院、工學院併為理工學院並遷往桂林（良豐雁山公園），將農學院遷往柳州；1939年改為國立；1944年遷貴州；1945遷柳州；1946遷桂林（農學院在良豐雁山公園，理工及法商學院在將軍橋）；1948年設文學院；1950年併入國立南寧師範學院，設師範學院（後改文教學院）；1950年併入省立西江學院；1952年農學院獨立為廣西農學院（後遷南寧，廣西農業大學）；1953年停辦，文、理、師範科併設廣西師範學院（今廣西師範大學），1958年恢復重辦；1961年併入廣西工學院（南寧）；1985年柳州分校獨立為廣西工學院（柳州）；1997年併入廣西農業大學，近年列入211工程名單。

### 國立中正大學
位於南昌；1940年創辦；設政治、文學藝術、理、工、農五學院；1949年改名國立南昌大學；1952年文學藝術、理學院、工學院及政治學院調出，師範部併設江西師範學院（今江西師範大學），農學院獨立為江西農學院（江西農業大學）。

### 國立貴州大學
1940 年在省立貴州大學舊址創辦國立貴州農工學院；1942年擴充為國立貴州大學，增設文理、法商學院；1953年工學院調入雲南大學，法商學院調入西南政法、 西南財經兩校，文學院調入貴陽師範學院，貴州大學原址僅剩農學院（貴州農學院）；1958重建貴州大學；1993併入貴州人民大學；1997併入貴州農學 院、貴州藝術高等專科學校、貴州省農業管理幹部學院等校；2004併入贵州工业大学。2005年列入国家211工程重点大学名单。

### 國立蘭州大學
1928年甘肃公立法政专门学校改為蘭州中山大學法科，增設文科；1930年改稱省立甘肅大學；1931年改稱省立甘肅學院；1944年改為國立甘肅學 院；1946年國立甘肅學院改為國立蘭州大學法學院、國立西北醫學院蘭州分校改為國立蘭州大學醫學院，增設文、理、獸醫學院；1947年獸醫學院調出（甘 肅農業大學）；1953年法律系調出，法學院其他系併入文學院，醫學院獨立為蘭州醫學院；2004併入蘭州醫學院，近年列入211工程名單。

### 國立河南大學
辛亥革命胜利后的1912年，河南留学欧美预备学校在清代河南贡院旧址创办，后历经中州大学、国立第五中山大学、省立河南大学等 阶段，1942年改为国立河南大学，成为拥有文、理、工、农、医、法等6大学院的综合性大学，是当时学术实力雄厚、享誉国内外的国立大学之一。中华人民共和国成立后，先后更名为河南师范学院、开封师范学院、河南师范大学，1984年恢复河南大学校名。2000年7月，开封医学高等专科学校、开封师范高等专科学校并 入，组建成新的河南大学，成为河南省重点建设的综合性大学。

### 國立雲南大學
国立云南大学（东陆大学）历史沿革
- 1922年私立东陆大学创建
- 1930年私立东陆大学更名为省立东陆大学
- 1934年省立东陆大学更名为省立云南大学
- 1938年省立云南大学更名为国立云南大学
- 1938年云南大学（农学院）创建
- 1950年国立云南大学更名为云南大学
- 1951年云南大学（航空系）并入四川大学
- 1952年云南大学（农学院／部分农业及经济管理系科）并入西南农学院，后更名为西南农业大学，现并入西南大学
- 1952年云南大学（农学院部分专业）并入四川大学，后为四川农业大学
- 1953年云南大学（法律政治系）并入西南人民革命大学，后发展为西南政法学院（大学）
- 1953年云南大学（木土建筑系科）合并升格为重庆土木建筑工程学院
- 1953年云南大学（铁道管理）并入北京铁道学院，现发展为北方交通大学，北京交通大学
- 1953年云南大学（铁道系与土木系）合并组建中南土木建筑学院，后分别发展为湖南大学、长沙铁道学院（现并入中南大学）
- 1954年云南大学（工学院）合并升格为昆明工学院，现发展为昆明理工大学
- 1954年云南大学（机电土木水利部份）合并升格为成都工学院，后发展为成都科技大学，现并入四川大学
- 1958年云南大学（农学院）改建为昆明农林学院，后发展为云南农业大学、西南林学院
- 1958年云南大学（医学院）改建为昆明医学院

### 国立重庆大学
国立重庆大学创办于1929年，早在1940年代就成为拥有文、理、工、商、法、医等6个学院的国立综合性大学。马寅初、李四光、何鲁、冯简、柯召、吴宓、吴冠中等大批著名学者曾在学校执教。

### 國立長春大學
1946年10月中华民国国民政府接收了在长春的“建国大学”、“大同学院”、“新京医科大学”、“新京工业大学”、“新京法政大學”、“新京畜产兽医大学”等原满洲国高等教育機關，合并组建国立长春大学， 归教育部管辖。国立长春大学成立时有2700多名学生，主要是收编了满洲国时期14所高等院校的部分在校生，少数是招考和转学来的学生以及国民党青年远征军（208师）的退伍复学学生。国立长春大学以长春原满洲国部分高等院校和原满洲国政府的一些宿舍作为校舍，十分分散。它下设文、理、法、医、农、工6个学院，23个系，1个专修科。由于东北战局的恶化，国立长春大学校长黄如今于1948年策划迁校北平而未果，学校最终解体。其文、理、法三个学院后来并入 中国共产党领导的东北大学(今东北师范大学)；医学院分离出来，后并入解放军军医大学（今吉林大学白求恩医学部）；农学院并入沈阳农学院（今沈阳农业大学）；工学院并入沈阳工学院（今东北大学）。
1987年，经国家教委批准，原吉林科技大学、长春职业大学（联合大学）、吉林机电高等专科学校、长春外国语专科学校合并，组建了後來的长春大学。